# Harrison (municipalité rurale)
Pour les articles homonymes, voir Harrison.
Harrison est une ancienne municipalité rurale du Manitoba située dans le centre-ouest de la province. Depuis le 1er janvier 2015, elle forme avec la municipalité rurale de Park la Municipalité de Harrison Park. La population de la municipalité s'établissait à 812 personnes en 2006. Située au nord de Brandon, la municipalité rurale fut incorporée en 1883 et nommé d'après David Howard Harrison qui fut premier ministre du Manitoba en 1887.

## Territoire
Les communautés suivantes sont situées sur le territoire de la municipalité rurale de Harrison:
- Newdale
- Rackham
- Sandy Lake

## Démographie
| 2001 | 2006 |
| ---- | ---- |
| 837  | 812  |

## Référence
- (en) Cet article est partiellement ou en totalité issu de l’article de Wikipédia en anglais intitulé « Rural Municipality of Harrison » (voir la liste des auteurs).

1. ↑  « Statistique Canada - Profils des communautés de 2006 -    Harrison » (consulté le 4 juin 2020)